# Dołżanka
Dołżanka (ukr. Довжа́нка) – wieś na Ukrainie w rejonie tarnopolskim należącym do obwodu tarnopolskiego. 
W II Rzeczypospolitej wieś powiecie tarnopolskim województwa tarnopolskiego. W latach 1941–1944 pod okupacją niemiecką w Polsce była gmina Dołżanka.
W lutym 1944 nacjonaliści ukraińscy z OUN-UPA zamordowali tutaj 20 Polaków.